# تشارلز فيسيندن مورس
تشارلز فيسيندن مورس (بالإنجليزية: Charles Fessenden Morse)‏ هو شخصية أعمال أمريكي، ولد في 22 سبتمبر 1839 في بوسطن في الولايات المتحدة، وتوفي في 11 ديسمبر 1926.